# Бобровский сельсовет (Красноярский край)
Бобровский сельсовет - сельское поселение в Большеулуйском районе Красноярского края.
Административный центр - село Бобровка.

## Население
| 2010 | 2012 | 2013 | 2014 | 2015 | 2016 | 2017 |
| ---- | ---- | ---- | ---- | ---- | ---- | ---- |
| 278  | ↘273 | ↘265 | ↘259 | ↗341 | ↘325 | ↘315 |

## Состав сельского поселения
В состав сельского поселения входят 4 населённых пункта:
| № | Населённый пункт | Тип населённого пункта       | Население |
| - | ---------------- | ---------------------------- | --------- |
| 1 | Бобровка         | село, административный центр | 203       |
| 2 | Изыкчуль         | посёлок                      | 5         |
| 3 | Таежка           | посёлок                      | 130       |
| 4 | Черемшанка       | деревня                      | 70        |

В 2014 году посёлок Таежка исключён из Кытатского сельсовета и включён в Бобровский сельсовет.

## Местное самоуправление
Бобровский сельский Совет депутатов
Дата избрания14.03.2010. Срок полномочий: 5 лет. Количество депутатов: 7
Глава муниципального образования
- Генза Олег Саламонович. Дата избрания: 14.03.2010. Срок полномочий: 5 лет